# Elsie Inglis

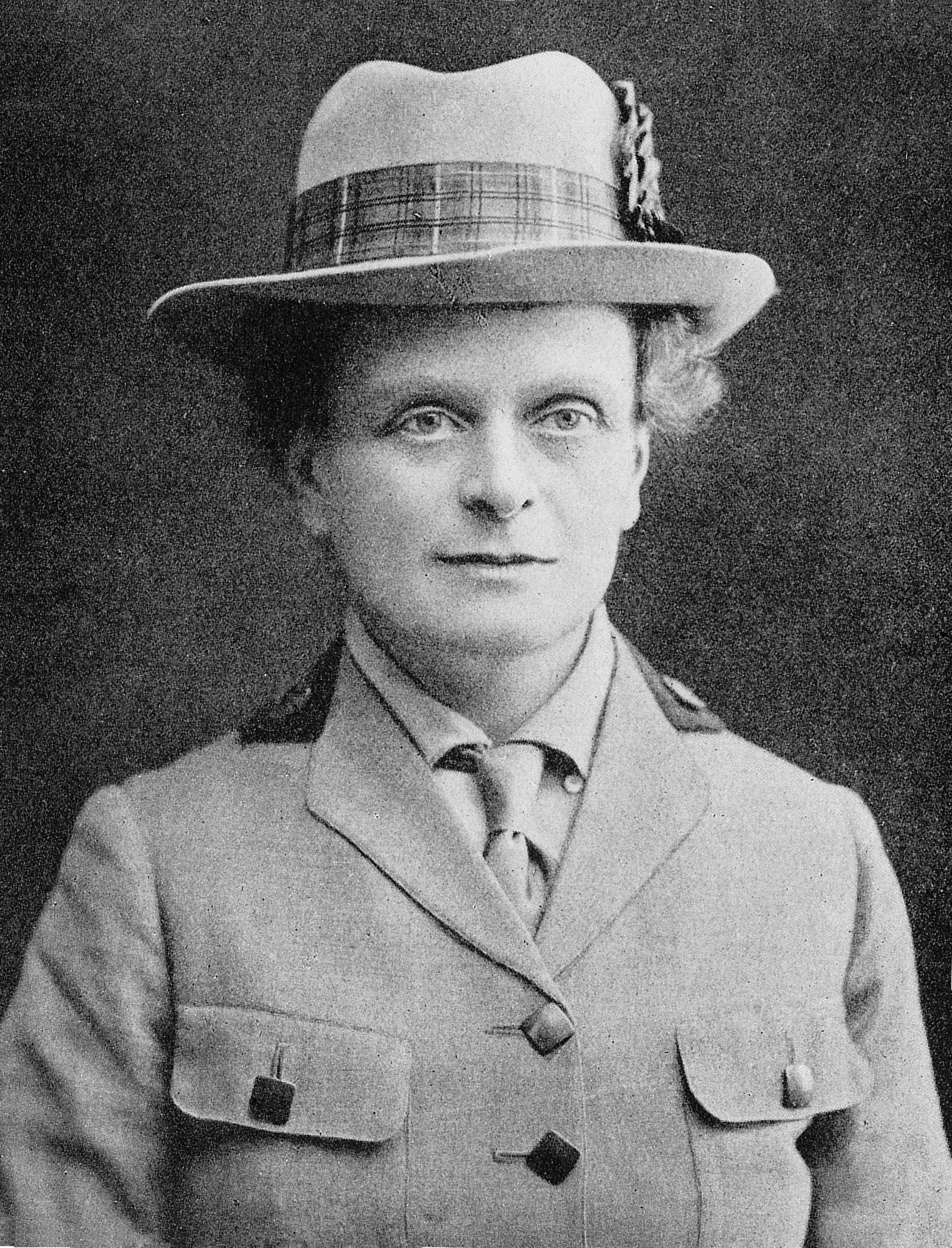
Elsie Inglis

Elsie Maud Inglis (* 16. August 1864 in Nainital, Indien; † 26. November 1917 in Newcastle upon Tyne) war eine britische Medizinerin und Suffragette aus Schottland. Sie begründete den Scottish Women’s Hospitals for Foreign Service (SWH), der im Ersten Weltkrieg an Fronten in verschiedenen europäischen Ländern aktiv war.

## Biographie

### Frühe Jahre und Ausbildung

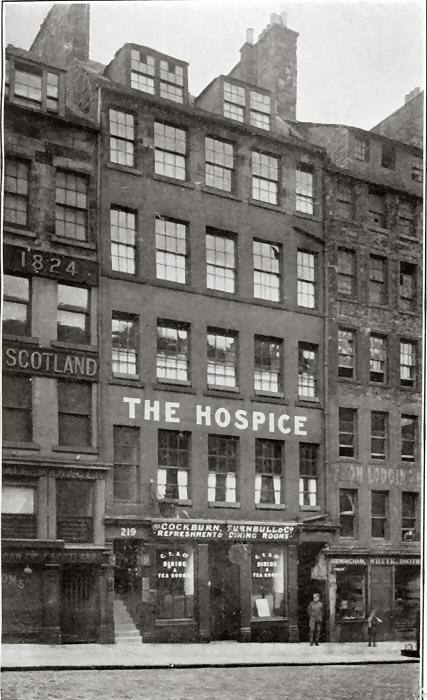
Das von Inglis und McGregor gegründete Hospice in Edinburgh (1920)

Elsie Inglis wurde als drittjüngstes von neun Kindern von Harriet, geb. Lowes Thompson, und John Forbes David Inglis, einem leitenden Beamten der East India Company in Indien geboren. Der Vater, zu dem Elsie eine enge Bindung hatte, war sehr religiös, und die Kinder lasen vor den Mahlzeiten aus der Bibel. Sie besuchten eine Schule in Indien, was ungewöhnlich war. Im Alter von 56 Jahren ging John Inglis in den Ruhestand und kehrte 1878 über Tasmanien, wo drei seiner älteren Söhne lebten, nach Schottland zurück.
John Inglis war ein Befürworter der Bildung für Frauen. So besuchte Elsie Inglis ab 1878 die Privatschule Edinburgh Institution for the Education of Young Ladies, eine fortschrittliche und liberale Einrichtung, die daher im engstirnigen Edinburgh zunächst verpönt war. Im Alter von 18 Jahren beendete Elsie Inglis ihre schulische Ausbildung in Paris und kehrte nach Schottland zurück, um ihre Mutter zu pflegen, die an Scharlach erkrankt war und schließlich daran starb. Die Tochter war entschlossen, Ärztin zu werden, und das in dieser „frankly misogynistic time in Scottish Victorian society“ („offen frauenfeindlichen Periode der schottischen viktorianischen Gesellschaft“).
Elsie Inglis wurde an der Edinburgh School of Medicine for Women aufgenommen, der ersten medizinischen Schule des Landes ausschließlich für Frauen, die von Sophia Jex-Blake gegründet worden war. Die Studentinnen rebellierten gegen die strenge Disziplin an der Schule, und zwei von ihnen, Grace und Georgiana Cadell, wurden der Schule verwiesen. Sie verklagten Jex-Blake erfolgreich auf Schadensersatz und gehörten zu den ersten Studentinnen am Edinburgh College of Medicine for Women, das 1889 von der Scottish Association for the Medical Education of Women eröffnet wurde. Gegründet wurde die Schule von John Inglis, Elsies Vater, und William Muir, Rektor der University of Edinburgh. Auch studierte Elsie Inglis bei William Macewen in der Glasgow Royal Infirmary. Am 4. August 1892, wenige Tage vor ihrem 28. Geburtstag, erlangte sie Abschlüsse in Medizin, Chirurgie und Pädagogik. 
Im Anschluss arbeitete sie in London am Elizabeth Garrett Anderson’s New Hospital for Women, bevor sie nach Dublin zog, wo sie in der Geburtshilfe Erfahrung sammelte. Sie kehrte nach Edinburgh zurück, um sich um ihren Vater zu kümmern, bevor er 1894 im Alter von 73 Jahren starb. Jahre später sagte sie: „Dass ich in der Lage war, alles zu tun – was auch immer ich bin, was auch immer ich getan habe – dann verdanke ich das alles meinem Vater.“

### Berufliche Laufbahn
Gemeinsam mit Jessie MacGregor, einer Mitstudentin der Edinburgh School of Medicine, gründete Elsie Inglis eine Allgemeinpraxis in der Stadt. Auch gründeten die beiden Frauen ein Cottage Hospital für Kinder und Frauen, das später Hospice genannt wurde. Später zog es in größere Räumlichkeiten in der High Street um und war Vorbild für ähnliche Einrichtungen in Schottland. Inglis selbst heiratete nie und hatte keine eigenen Kinder, aber behandelte sie oftmals kostenlos. Dabei lag ihr Augenmerk besonders auf Erkrankungen der Kinder mit Polio. 1899 machte Elsie Inglis zusätzlich an der Uni Edinburgh einen weiteren Abschluss und wurde Dozentin für Gynäkologie am Medical College for Women. 1913 reiste sie in die USA nach Michigan, um sich dort eine Modellklinik für Entbindungen und Geburtshilfe anzuschauen.

### Politisches Engagement
Schon während ihres Studiums wurde Elsie Inglis Sekretärin der Edinburgh National Society for Women's Suffrage. Für sie gehörten die Kampagne für das Frauenwahlrecht und das Recht von Frauen auf gute Gesundheitsversorgung zusammen. Sie arbeitete mit Millicent Fawcett, der Leiterin der National Union of Women’s Suffrage Societies, lehnte aber gewaltsame Aktionen der Suffragetten ab, galt daher als Suffragistin. Die schottischen Suffragettengruppen schlossen sich zu einem Verband zusammen, und Inglis, die auch als gute Rednerin galt, war von 1906 bis 1914 die nationale Schriftführerin.

### Einsatz im Ersten Weltkrieg

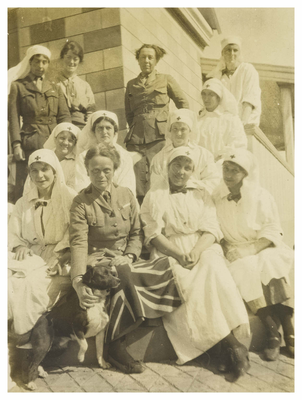
Elsie Inglis mit Schwestern des SWH (1916)

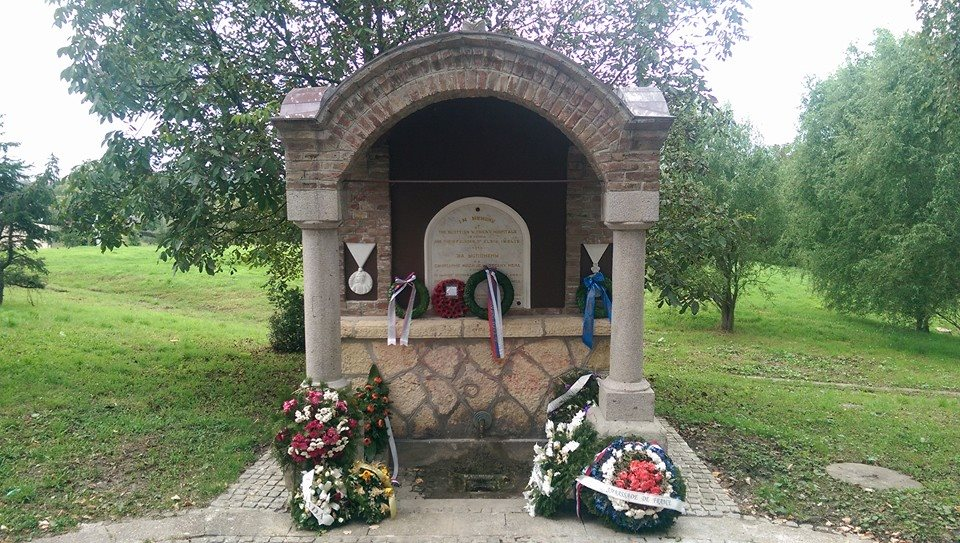
Trinkbrunnen mit Gedenktafel für Elsie Inglis im serbischen Mladenovac

Mit Ausbruch des Ersten Weltkriegs gründete Elsie Inglis 1914 die Scottish Women’s Hospitals for Foreign Service (SWH), eine Organisation zur medizinischen Betreuung an der Front, die allein von Frauen betrieben und mit Spenden finanziert wurde. Über 1000 Frauen – Ärztinnen, Krankenschwestern und weitere Mitarbeiterinnen – arbeiteten für den SWH auf den Schlachtfeldern des Krieges. Obwohl das War Office, das Rote Kreuz und das Royal Army Medical Corps sich gegen die Pläne des SWH aussprachen, wurden Ende des Jahres 1914 zwei erste Einheiten auf den europäischen Kontinent verschifft und ein Lazarett in der Abbaye de Royaumont mit 200 Betten aufgebaut. Inglis selbst ging 1915 zu einer Einheit nach Serbien, um deren erkrankte Leiterin zu ersetzen. Das Lazarett befand sich zunächst in Kragujevac und wurde eingerichtet, um Typhus zu bekämpfen, der 1915 in Serbien weit verbreitet war. Als Inglis in Kragujevac ankam, stellte sie fest, dass die Abteilung wegen der Typhusepidemie 250 Betten mehr als vorgesehen hatte. Die Frauen arbeiteten unter schwersten Bedingungen, litten unter der dort herrschenden Kälte und Lebensmittelmangel. Oftmals mussten die Einheiten ihre Lazarette in kürzester Zeit und bei schlechtem Wetter anderswo neu aufbauen. Elsie Inglis wurde von österreichischen Truppen gefangen genommen, aber nach der Intervention der  USA, zu diesem Zeitpunkt noch neutral, freigelassen.
Im Lauf des Jahres 1915 kehrte Elsie Inglis für kurze Zeit nach Schottland zurück. Dort wurden sie und ihre Mitarbeiterinnen als „schottische Heldinnen“ gefeiert, was die weitere Akquisition von Spenden wesentlich erleichterte. Im Herbst wurde das serbische Lazarett des SWH von den Deutschen übernommen und Inglis bis Februar 1916 interniert, dann wurde sie nach Großbritannien geschickt. Im August 1916 verlegte sie ihre Einheit nach Rumänien, wo sich die SWH um serbische und russische Verletzte kümmerte. Später im Jahr 1916 ging sie nach Russland, wo serbische Soldaten versorgt wurden, die oft vor den vorrückenden deutschen Truppen hatten fliehen müssen. Insgesamt verfügte das SWH über 14 Einheiten, die in Serbien, Thessaloniki, Rumänien, Malta, Korsika und Russland eingesetzt wurden.
Ab 1916  wurde Inglis zunehmend als launisch erlebt, was wohl unter anderem darauf zurückzuführen war, dass sie im Jahr zuvor erfahren hatte, dass sie an Krebs erkrankt war. Sie starb am 26. November 1917 im Alter von 53 Jahren, einen Tag, nachdem ihr Schiff in Newcastle upon Tyne eingelaufen war.
Queen Mary schickte ein Kondolenzschreiben an die Familie, und eine große Menschenmenge stand an der Princess Street in Edinburgh Spalier, als der Sarg mit Elsie Inglis vorbeifuhr. Sie wurde in der St Giles’ Cathedral aufgebahrt, und in der St Margaret’s Church in London fand ein Trauergottesdienst mit prominenten Gästen statt. Der Bischof von Oxford, Charles Gore, hielt die Trauerrede und pries sie als „wahrhaft glorreiche Frau“, die „in höchstem Maße persönliche Selbstaufopferung und sanfte Sympathie“ kombiniert habe. Sie wurde auf dem Dean Cemetery in Edinburgh im Familiengrab der Inglis bestattet.

## Ehrungen und Erinnerungen

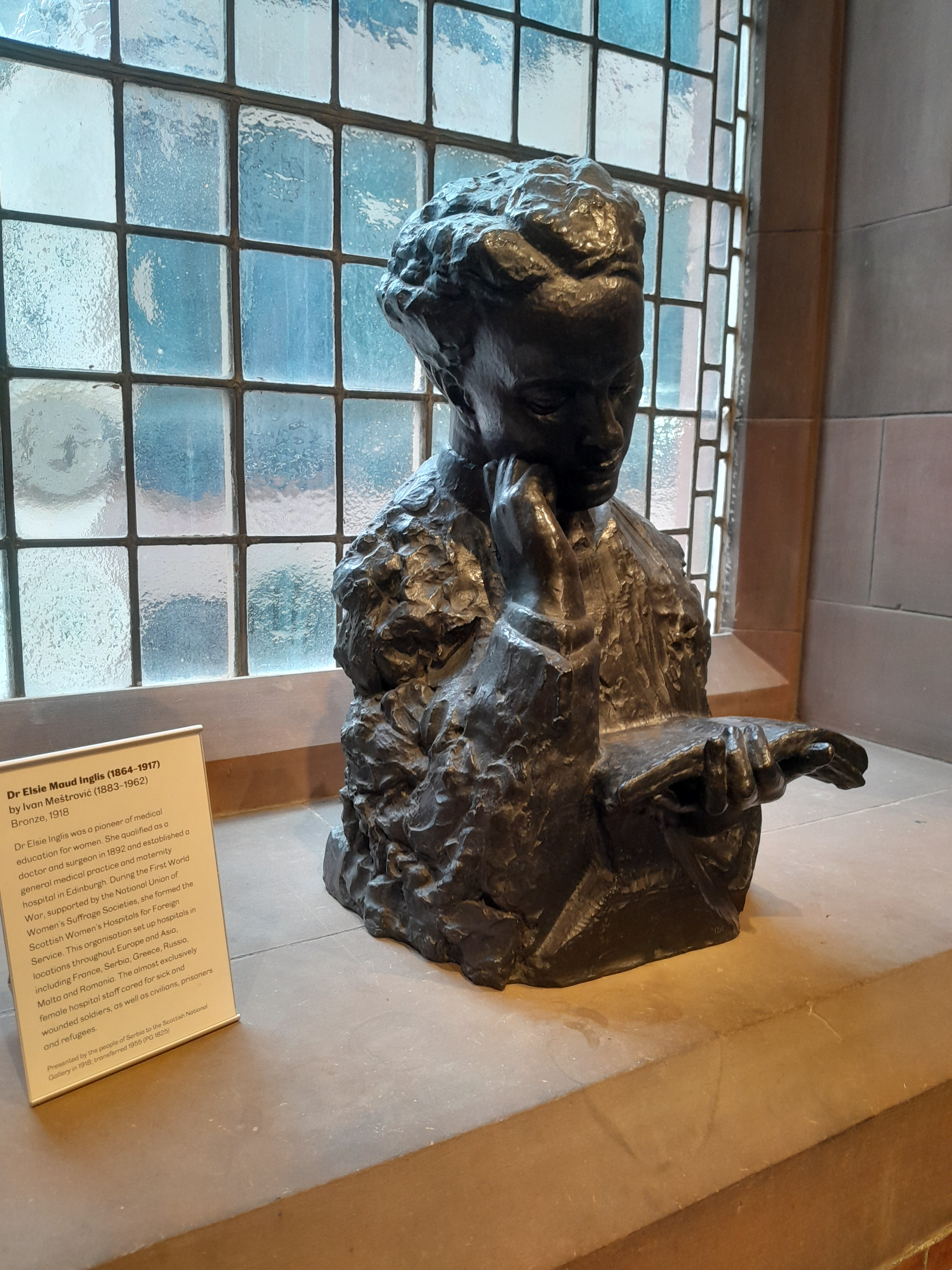
Büste von Elsie Inglis in der Scottish National Portrait Gallery, Edinburgh

Am 3. April 1916 wurde Elsie Inglis als erste Frau vom serbischen Prinzen Alexander mit dem Orden des Weißen Adlers ausgezeichnet.
In Edinburgh gibt es mehrere Orte, an denen an Elsie Inglis erinnert wird, so den nach ihr benannten Elsie Inglis Way, eine Gedenktafel an der St Giles’ Cathedral sowie eine weitere an der Edinburgh Central Library. Bis zu ihrer Schließung 2011 gab es in Edinburgh die Elsie Inglis Memorial Maternity Hospital. Am 29. 2017, dem 100. Todestag von Inglis, wurde in der St. Giles’ Cathedral ein Gedenkgottesdienst zu ihren Ehren gefeiert, an dem Prinzessin Anne und die Erste Ministerin Schottlands. Nicola Sturgeon, teilnahmen. Im März 2018 fand ein Gedenkgottesdienst in der serbischen orthodoxen Kirche St Stava für alle Frauen des SWH statt.
Ein Konterfei von Inglis ist auf dem Great Tapestry of Scotland verewigt, ein riesiges Stickbild, das in den 2010er Jahren von mehr als 1000 Schottinnen und Schotten zur Geschichte des Landes erstellt wurde.
Der „serbischen Mutter aus Schottland“ zu Ehren wurde im serbischen Mladenovac, wo sich eines der Lazarette des SWH befunden hatte, im September 2015 ein Trinkbrunnen mit Gedenktafel enthüllt.